# Indijsko rdeča barva
Indijsko rdeča barva (svetla) ali kostanjeva barva je odtenek rdeče barve, ki spominja na barvo kostanja. Imenuje se indijska po vrsti laterita, ki se nahaja v Indiji. Kakor rjasto rdeča barva, sestoji v glavnem iz železovega oksida. Uvrščamo jo tudi med odtenke rjave barve. 
Sorodni odtenek Indijsko rdeča barva (temna) spada pravzaprav samo v rjave barve, a se tu omenja zaradi istega imena in sorodnosti s kostanjevo barvo.

## Ameriška različica
Ameriška firma Crayola crayons je v drugi polovici dvajsetega stoletja prodajala voščenke, od katerih se je rjava imenovala Indian Red (indijsko rdeča). Otroci, ki so te voščenke uporabljali, so zmotno razumeli, da je to barva polti ameriških staroselcev. Na zahtevo vzgojiteljev je bila zato barva preimenovana v Chestnut (kostanj)